# Dahlgrenius mirificus
Dahlgrenius mirificus är en skalbaggsart som beskrevs av Secq och Vienna 2000. Dahlgrenius mirificus ingår i släktet Dahlgrenius och familjen stumpbaggar. Inga underarter finns listade i Catalogue of Life.